# 숲겨울잠쥐아과
숲겨울잠쥐아과(Leithiinae)는 겨울잠쥐과에 속하는 설치류 분류군의 하나이다.

## 하위 종
- 중국겨울잠쥐속 또는 중국동면쥐속 (Chaetocauda)
  - 중국겨울잠쥐 (Chaetocauda sichuanensis)
- 숲겨울잠쥐속 또는 숲동면쥐속 (Dryomys)
  - 양털겨울잠쥐 (Dryomys laniger)
  - 발루치스탄숲겨울잠쥐 (Dryomys niethammeri)
  - 숲겨울잠쥐 (Dryomys nitedula)
- 정원겨울잠쥐속 또는 엘리오미스속 (Eliomys)
  - 아시아정원겨울잠쥐 (Eliomys melanurus)
  - 마그레브정원겨울잠쥐 (Eliomys munbyanus)
  - 안경겨울잠쥐 또는 정원겨울잠쥐 (Eliomys quercinus)
  - † Eliomys briellensis
- † Hypnomys
  - † Hypnomys morphaeus
  - † Hypnomys mahonensis
- 유럽겨울잠쥐속 또는 유럽동면쥐속 (Muscardinus)
  - 유럽겨울잠쥐 (Muscardinus avellanarius)
- 쥐꼬리겨울잠쥐속 또는 쥐꼬리동면쥐속 (Myomimus)
  - 가면쥐꼬리겨울잠쥐 (Myomimus personatus)
  - 로치쥐꼬리겨울잠쥐 (Myomimus roachi)
  - 세처쥐꼬리겨울잠쥐 (Myomimus setzeri)
- 사막겨울잠쥐속 또는 사막동면쥐속 (Selevinia)
  - 사막겨울잠쥐 (Selevinia betpakdalaensis)